# Surry (New Hampshire)
Surry – miasto w Stanach Zjednoczonych, w stanie New Hampshire, w hrabstwie Cheshire.